# Стаутланд (Мисури)
Стаутланд (енгл. Stoutland) град је у америчкој савезној држави Мисури.

## Демографија
По попису из 2010. године број становника је 192, што је 15 (8,5%) становника више него 2000. године.
| Група             | 2000.       | 2010.       |
| Белци             | 169 (95,5%) | 181 (94,3%) |
| Афроамериканци    | 0 (0,0%)    | 0 (0,0%)    |
| Азијати           | 0 (0,0%)    | 0 (0,0%)    |
| Хиспаноамериканци | 0 (0,0%)    | 11 (5,7%)   |
| Укупно            | 177         | 192         |